# 데스페라도 B218
데스페라도 B218(DESPERADO B218 : The Scars of Exos)은 너디스타에서 개발한 수집형 RPG 게임이다. 게임 플레이를 위해서는 최소 5명의 영웅을 보유해야 하며, 이는 LUXON 에서 진행하는 이벤트나 NFT 거래소에서 유저간 거래를 통해 구매할 수 있다. 

## 개요
한국의 블록체인 게임 개발사 너디스타에서 개발한 블록체인 수집형 RPG 게임. 자사의 게임인 엑소스 히어로즈의 세계관을 따르고 있다. 

## 배경
데스페라도 B218과 엑소스 히어로즈는 동일한 세계관을 공유하며, 그 구조는 아래와 같다. 
세계는 일반 세계와 데스페라도 두 종류의 세계로 나뉜다. 
세계와 데스페라도는 ‘연결’이라는 장소로 이어져있으며, ‘연결’을 이동 중 벗어나게 된다면 ‘균열’에 빠지게 된다. 

### 1. 일반 세계
보통의 세계는 수 많은 다중우주로 이루어져있고, 같은 인물이더라도 다른 운명을 마주할 수 있다. 즉, 엑소스 히어로즈의 세계 외에도 엑소스 히어로즈의 영웅들이 생활하는 수많은 다른 세계들이 존재한다. 
일반 세계는 살아 있는 존재들이 생활하는 ‘현세’에 해당하는 공간이며, 만일 이 곳에서 생명이 다할 경우 연결을 통해 데스페라도에 이동하게 된다. 현재 엑소스 히어로즈에서 만날 수 있는 엑소스 대륙의 세계는 EH-B218이다. 

### 2. 데스페라도
베르윈이라는 존재의 명을 받아 움직이는 집단과 공간으로, 하나의 세계는 하나의 동일한 코드의 데스페라도가 존재한다.
따라서 세계의 수만큼의 데스페라도가 존재하게 된다. 현재 엑소스 히어로즈의 세계 EH B218과 연결되어있는 데스페라도는 DESPERADO B218이다.
데스페라도는 다른 세계의 존재가 데스페라도와 연결된 세계에 침입하는 것을 방어하는 곳이며, 세계에서 사망한 생명들이 환생을 하기 전 머무는 공간인 중간계이기도 하다. 
사망한 이들은 대부분 환생을 통해 다시 ‘세계’에 내려가게 되지만, 베르윈의 선택을 받아 데스페라도 요원으로 활동하게 되거나, 연결을 탈출해 균열자로 변질된 존재의 경우 ‘세계’로 돌아가지 않는다.
또한 기존에 생활했던 ‘세계’가 멸망해 없어진 경우에도, 영혼을 환생할 육신이 없어지기 때문에 순환을 할 수 없게 된다. 

### 3. 연결
세계와 데스페라도를 이어주는 공간. 만일 이 공간에서 탈출한다면 ‘균열’로 향해 다른 세계로 이동할 수도 있다. 

### 4. 균열
수많은 세계와 데스페라도를 품고 있는 공간. 세계와 연결 그리고 데스페라도를 벗어나 균열 그 자체에서도 생명체가 생존은 가능하기 때문에, 종종 연결을 통해 균열에 들어오는 생명체들이 있다.
이들은 균열자라고 불리며, 일반적으로 다른 세계에 침입하려는 의도를 가지고 있다. 

## 스토리
용족이 다스리는 영역 바이컬 제국이 전부였던 시기, 용족의 마지막 황제 아코르는 돌연간 성격이 포악해지면서 폭정을 일삼으려 해 7명의 기사단장은 아코르를 죽이고 바이컬 제국을 7개의 제국으로 나누어 통치하기 시작한다.
7명의 기사단장은 아코르의 힘을 유물에 봉인한 후 각각의 나라로 가져가 독점을 방지하려 했으나, 모든 대륙의 차지 하기 위한 전쟁이 시작되면서 이는 무산된다. 
결국 르노브의 왕 쿤의 제안으로 7개의 제국의 황제를 뽑는 무투회 제벤스투니어를 열게 되고, 최종적으로 쿤이 황제의 자리를 차지한다. 쿤은 나머지 6명의 왕이 바친 무기를 하나로 모아 황제의 권위를 상징하는 검인 엑시스트루크를 만들게 된다.  그리고 시간이 흘러 아코르의 힘을 봉인한 유물과 바이컬 제국의 이야기에 대해 모두가 잊어가고 있던 평화로운 시대가 찾아온다.
그리고 세월이 흘러 통일 제국의 황제의 시해 사건이 발생함과 동시에 엑시스트루크의 절도 등의 사건이 일어난다. 노스 폰 프로스티의 국왕 슈프라켄은 대륙 전체를 통일하기 위해 나라간의 내전을 부추기는 한편, 아코르의 힘 역시 차지하고자 용족의 유물을 찾기 시작한다. 그러나 엑소스 히어로즈의 주인공 트레져헌터 제온과 그의 일행들 역시 각자의 목적을 위해 유물을 찾게 되면서 여러 사건이 발생하게 되고, 이로 인해 대륙은 다시 한번 요동치게 된다.  
시간이 흘러 미싱링크라는 모종의 사건이 발생하면서 EH-B218는 다른 EH와 연결되고, 연결을 통해 넘어온 타 세계의 존재들로 인해 혼란에 빠지게 된다. 데스페라도 B218의 요원들은 모든 EH를 올바른 데스페라도로 연결시키기 위해, 그리고 균열자들을 처리하기 위해 검을 다시 뽑아들게 된다. 

## 국가
엑소스 히어로즈에 등장했던 국가 중 3개 국가 출신 영웅들이 등장한다. 일부 영웅은 엑소스 히어로즈와 소속 국가가 다르다.

### 르노브
아코르의 봉인 후 카드모스가 세운 국가. 엑소스 대륙에서 가장 규모가 컸던 국가. 수도는 쿤타라였으며, 황제의 권위를 상징하는 검인 엑시스트루크를 보유하고 있었다. 르노브 출신의 대표적인 요원으로는 아이리스, 제온 등이 있다.
  

### 브룬
부족들의 통합으로 만들어진 유목 국가이며, 젊은 나이에 브룬을 지배하게 된 대족장 네오미가 다스렸던 국가. 브룬 출신의 대표적인 요원으로는 네오미, 도르카 등이 있다

### 세인트웨스트
아코르의 봉인 후 로스브로크가 세운 국가. 브룬과 오랜 기간 분쟁을 겪고 있었으나, 브룬의 공주인 캐리와 국왕이 정략결혼을 하게 되면서 평화를 이룩했던 국가. 세인트 웨스트 출신의 대표적인 요원으로는 레이켈, 네메리스 등이 있다.

### 더레블스
속한 국가가 없었던 존재들을 칭하는 이름. 이들은 국가 소속에 더레블스라고 나오게 된다. 엑소스 히어로즈에는 없었던 개념. 

## 게임 플레이

### 데스+페러독스
- 전투는 플레이어 간 1대1 전투로 진행되며, 각 플레이어는 자신의 팀에 5명의 요원을 편성해서 전투에 참여할 수 있다.
- 두 플레이어의 팀에 편성된 모든 캐릭터이 턴을 소모할 경우 해당 라운드가 종료되며, 다음 라운드가 시작된다.
- 모든 요원(캐릭터)는 스킬 아군과 적군 모두 팀 전체가 공유하는 마나를 운용해 전투를 진행한다.

## 발매
클로즈 베타가 22/11/17 ~ 22/11/24 동안 진행되었다.